# Batalla de Cabo Bon (468)
La batalla de Cabo Bon fue un enfrentamiento bélico que tuvo lugar en el año 468. entre la armada bizantina dirigida por Basilisco y la del reino vándalo del norte de África gobernado por el rey Genserico. Terminó con una gran victoria de los vándalos. La acción se desarrolló en las proximidades del cabo Bon, Promontorium Mercurii para los romanos, situado en la costa septentrional de África, en aguas del mar Mediterráneo, en la actual Túnez.

## Descripción
El emperador bizantino Flavio Valerio León y el del imperio romano de Occidente, Antemio, decidieron unir sus fuerzas para aniquilar el reino vándalo del norte de África gobernado por el rey Genserico. El imperio bizantino preparó una flota al mando de Flavio Basilisco, cuñado del emperador Flavio Valerio y una expedición terrestre que debería partir desde Egipto. Las fuerzas del imperio occidental estaban al mando del general Marcellinus y tenían previsto atacar Cerdeña para posteriormente unirse al ejército bizantino en la costa del norte de África. El historiador del siglo V Candido Isaurio informa que el emperador León I gasto una enorme suma en los preparativos que alcanzó las 64 000 libras de oro y 700 000 de plata. Procopio de Cesarea y Teófanes el Confesor informan que se constituyó un ejército formado por 1 100 navíos y más de 100 000 soldados.
En el verano del 468 la flota dirigida por Basilisco desembarco en las proximidades del Cabo Bon. El rey de los vándalos, Genserico, alarmado por los acontecimientos, solicitó una tregua de cinco días y manifestó a Basilisco que estaba dispuesto a aceptar la rendición. Basilisco recibió a la delegación vándala que le llevó valiosos obsequios y aceptó la tregua, cometiendo de esta forma un grave error, pues dio tiempo a su enemigo a organizarse, además cuando volvió derrotado a Constatinopla fue acusado de traicionar al imperio por un puñado de oro.
En realidad Genserico no deseaba rendirse, únicamente pidió la tregua para poner en práctica un sorprendente ataque por sorpresa. Esperó la llegada del viento del noroeste que resultaba favorable para el plan que había ideado y zarpó con su flota de noche. Remolcaba varias barcazas llenas de material inflamable, probablemente nafta y azufre. Cuando se encontraba cerca de la flota enemiga, prendió fuego a las barcazas y las dejó a la deriva a merced del viento, para que impactaran contra los navíos de Basilisco, incendiandolos en medio de una enorme confusión. El historiador Procopio narró los hechos de la siguiente forma.

Puesto que allí había un gran número de naves, las barcazas propagaban el fuego con facilidad donde quiera que se estrellaban, y rápidamente se consumían, junto con aquellas con las que entraban en contacto. Como de este modo se extendía el fuego, la flota romana, cosa natural, se llenaba de un clamor y de un gran estrépito que rivalizaban con el ruido causado por el viento y el crépitar de las llamas, ya que los soldados y los marineros se gritaban órdenes unos a otros y apartaban con sus varas las barcazas incendiadas e incluso sus propias naves, que estaban siendo destruidas unas por las otras en completo desorden. Los vándalos también se hallaban presentes, atacando y echando a pique los navíos, y haciendo presa de aquellos soldados que intentaban escapar así como de sus armas
Procopio de Cesarea

Basilisco perdió alrededor de 600 barcos y gran número de hombres, pero pudo escapar con los restos de su flota hacia Sicilia. Marcellinus que dirigía otra parte del ejército fue asesinado en Sicilia, probablemente por orden de Ricimero. El tercer contingente al mando del general  Heraclio de Edesa atravesó Tripolitania hasta llegar a Trípoli y obtuvo algunos éxitos iniciales en la lucha contra los vándalos, pero al conocer el desastre de la flota de Basilisco se retiró a Constantinopla.